# Jackie Chan
Čchen Kang-šeng MBE, známý spíše jako Jackie Chan (čínsky 成龍, * 7. dubna 1954, Hongkong), je mistr bojového umění, herec, režisér, producent, kaskadér, komik, akrobat, filmař, scenárista, podnikatel a zpěvák.
Stal se známým prostřednictvím kung-fu a akčních filmů, svým akrobatickým stylem, humorným načasováním, používáním rekvizit včetně nábytku a jiných improvizovaných zbraní. Hrál ve více než 150 filmech a je jednou z nejznámějších asijských filmových hvězd na světě. V Asii je populární i jako zpěvák, vydal kolem 20 alb.

## Životopis
Narodil se 7. dubna 1954 ve Victoria Peak v britské kolonii Hongkongu jako Chan Kong-sang (tj. v kantonské výslovnosti; čínsky v českém přepisu Čchen Kang-šeng, pchin-jinem Chén Gǎngshēng, znaky zjednodušené 陈港生, tradiční 陳港生, význam jména je „narozen v Hongkongu“). Dostal přezdívku Pao Pao (čínsky: 炮炮) což znamená „dělová koule,“ protože se narodil jako nadprůměrné dítě - vážil okolo 5,4 kilogramů. V té době jeho rodiče pracovali na francouzském konzulátu v Hongkongu, takže své dětství strávil na území diplomatické rezidence ve Victoria Peak.
Navštěvoval základní školu Nah-Hwa, kde ale zůstal pouze jediný rok. Roku 1960 se jeho otec přestěhoval do Canberry, hlavního města Austrálie, kde pracoval jako kuchař pro americkou ambasádu a Chan byl poslán do Čínské dramatické akademie pod vedením mistra Yu Jim Yuena. Během dalších deseti let tvrdě trénoval, exceloval především v bojovém umění a v akrobacii. Příležitostně se zúčastnil Seven Little Fortunes, představení nejlepších studentů školy, a jeho mistr mu jako poctu dal umělecké jméno Yuen Lo (čínsky: 元樓). Později se spřátelil se Sammo Hungem a Yuen Biaoem, trojice byla později známá jako Tři bratři (anglicky Three Brothers) nebo Tři draci (anglicky Three Dragons).
V 8 letech se objevil, spolu s některými z „Little Fortunes“, ve filmu Big and Little Wong Tin Bar (1962) po boku herečky Li Li Hu, hrající jeho matku. Dnes není známa jediná dochovaná kopie tohoto filmu. Chan si s Li zahrál znovu následující rok, v The Love Eterne (1963) a roku 1966 měl malou roli ve filmu Come Drink with Me. V roce 1971, po představení dalšího filmu, A Touch of Zen, započala jeho filmová kariéra kaskadéra ve filmu Bruce Leeho Pěst plná hněvu a Drak přichází, pod uměleckým jménem Chen Yuen Long (čínsky 陳元龍). V témže roce získal svou první hlavní roli, v Little Tiger of Canton z roku 1973. Kvůli komerčním propadákům v jeho filmech a problémům s nalezením práce jako kaskadér přijal roku 1975 roli v komedii pro dospělé, v All in the Family, jediném filmu, ve kterém neměl jedinou bojovou scénu nebo kaskadérskou část. O rok později se vrátil k rodičům do Canberry, kde krátce navštěvoval Dickson College a pracoval jako dělník na stavbě. Stavitel jej vzal „pod svá křídla“ a dal mu přezdívku Little Jack (česky Malý Jack), kterou později zkrátil na Jackie a toto jméno mu zůstalo dodnes. Kromě toho si na konci 90. let změnil své čínské jméno na Fong Si Lung (čínsky 房仕龍), podle pravého příjmení svého otce Fonga.
V době, kdy Jackie Chan neměl ani na živobytí, přijal roli v pornofilmu. Sám o tom poté řekl: „Porno před 31 lety bylo mnohem konzervativnější než dnešní snímky. Jen si to srovnejte - vždyť i Marlon Brando hrává ve svých filmech nahý.“
Účastní se politického života Hongkongu, je členem Čínského lidového politického poradního shromáždění 12. (2013–2018) a 13. (2018-) funkčního období.

## Zajímavost
V Hongkongu uspořádal charitativní výstavu United Buddy Bears. Buddy Bears je socha pestře pomalovaného medvěda v životní velikosti, který se stal symbolem celosvětového míru; narazil na něj v Německu při natáčení Around the World in 80 Days. Tato výstava v Hongkongu sklidila značný úspěch a výtěžek byl věnován UNICEFu na charitativní účely.

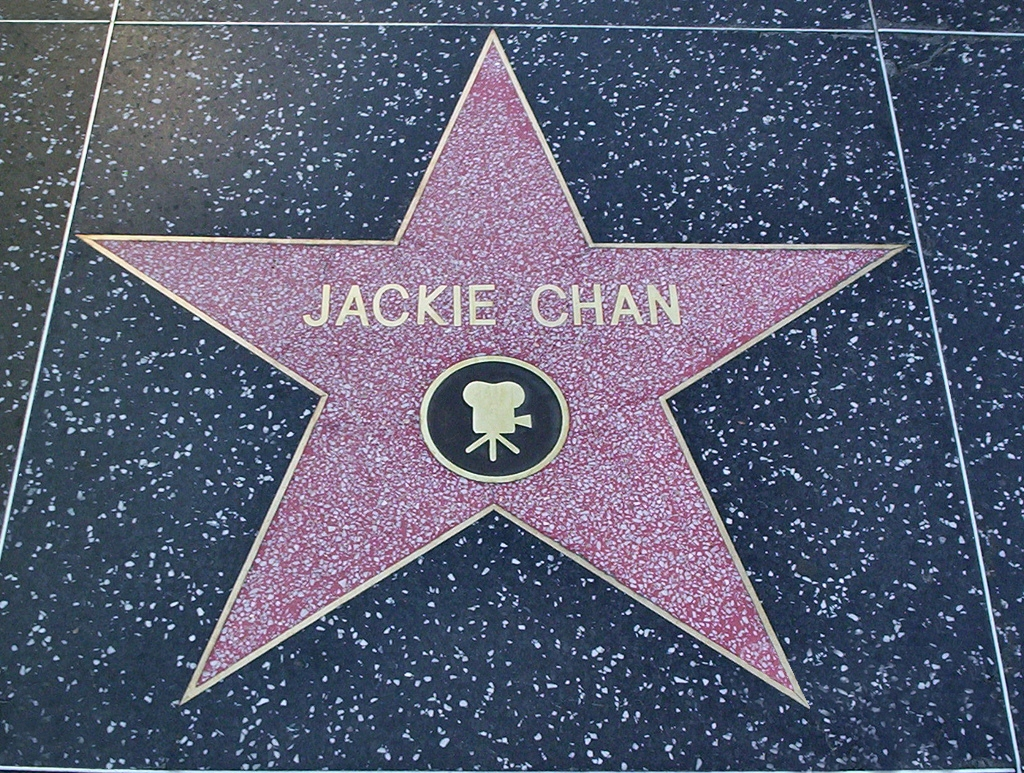
hvězda Jackieho Chana na Hollywoodském chodníku slávy

Byla mu nabídnuta role ve filmu Expendables: Postradatelní, nakonec však roli odmítl a tak se režisér Sylvester Stallone rozhodl obsadit herce Jet Liho.[zdroj⁠?!]

## Filmografie
- 1962 Big and Little Wong Tin Bar ... Kid
- 1964 Qin Xiang Lian
- 1969 Hsia nu ... Bit Part
- 1972 Qi lin zhang
- 1972 Jing wu men ... Jing Wu student
- 1973 Tie wa
- 1973 Bei di yan zhi ... Bit Part
- 1973 Ding tian li di ... Si To
- 1973 Drak přichází (Enter the Dragon) ... Thug in Prison
- 1974 Crash che botte! ... Stuntman
- 1974 Jin ping shuang yan ... Pear seller
- 1975 Mi zong sheng shou
- 1975 Hua fei man cheng chun
- 1975 Pai an jing ji
- 1976 Shao Lin men ... Tan Feng
- 1976 Shao Lin mu ren xiang
- 1976 Xin ching-wu men ... A Lung
- 1976 Feng yu shuang liu xing ... Wa Wu-Bin/Tiger
- 1977 San shi liu mi xing quan ... Possible Extra
- 1977 Jian hua yan yu jiang nan ...Cao Lei
- 1978 Jui kuen ... Wong Fei-Hung
- 1978 She hao ba bu ...Hsu Yin-Fung
- 1978 Fei du juan yun shan ... Lord Ting Chung
- 1978 Quan jing ... Yi-Lang
- 1979 Long quan ... Tang How-Yuen
- 1979 Hsiao chuan yi chao ... Shing Lung
- 1980 Shi di chu ma ... Dragon
- 1980 Big Brawl, The ... Jerry Kwan
- 1981 Tajný závod / Velký závod (The Cannonball Run) ... Jackie Chan, řidič Subaru
- 1982 Long xiao ye ... Dragon
- 1983  'A' gai waak ... Dragon Mi Yong
- 1983 Long teng hu yue ...Chan Lung
- 1983 Wu fu xing ... CID 07
- 1984 Shen yong shuang xiang pao ... Motorcycle Cop #2
- 1984 Two in a Black Belt
- 1984 Velký závod 2' (Cannonball Run II.) ... Jackie Chan, konstruktér Mitsubishi
- 1984 Kwai tsan tseh ... Thomas
- 1985 Protector, The ... Billy Wong
- 1985 Ninja Thunderbolt
- 1985 Long de xin ... Ted/Tat Fung
- 1985 Xia ri fu xing ... Muscles
- 1985 Fuk sing go jiu ... Muscles
- 1985 Police Story (Ging chaat goo si) ... Kevin (Jackie) Chan Ka Kui
- 1986 Nui ji za pai jun ...Prisoner
- 1986 Ninja the Protector
- 1986 Foh lung ... Footage from 'Mai nei dak gung dui' (1984)
- 1987  'A' gai waak juk jaap ... Dragon Mao
- 1988 Ging chaat goo si juk jaap ... Chan Ka Kui
- 1988 Fei lung maang jeung ... Jackie Lung
- 1989 Qiji ... 'Charlie' Cheng Wah Kuo
- 1989 Jin ye bu she fang ... Guest
- 1990 Chu dao gui jing ... Inspector
- 1990 Huo shao dao ... Lung/Steve
- 1991 Božská relikvie 2 (Fei ying gai wak) ... Jackie Condor (Jackie Chan)
- 1992 Jing cha gu shi III: Chao ji jing cha ... Chan Ka Kui
- 1992 Xi Zang xiao zi ... Cameo appearance
- 1992 Bruce Lee and Kung Fu Mania
- 1992 Shuang long hui ... Ma Yau/Die Hard (John Ma/Boomer in US version)
- 1993 Chao ji ji hua ... Inspector Chan
- 1993 Zhong an zu ... Inspector Eddie Chan
- 1994 Jui kuen II ...Wong Fei-hung
- 1994 Cinema of Vengeance
- 1995 Hong faan kui ... Keung
- 1995 Eastern Heroes: The Video Magazine
- 1995 Thunderbolt / Blesk - Chan Foh To
- 1996 Pomsta Jackieho Chana IV (Jing cha gu shi IV): Jian dan ren wu ...Chan Ka Kui
- 1997 Terč (Yatgo ho yan)... Jackie
- 1998 Křižovatka smrti (Rush Hour) - Chief Inspector Lee
- 1999 Instinkt lovce (Bor lei jun) - C.N. Chan
- 2000 Tenkrát na východě ('Shanghai Noon) - Chon Wang
- 2001 Křižovatka smrti 2 (Rush Hour 2) - Chief Inspector Lee
- 2001 Agent z Hongkongu (Dak miu mai shing) - Buck Yuen/Jackie Chan
- 2002 Ultimate Fights from the Movies - Wong Fei-Hung
- 2002 Tuxedo (The Tuxedo) - Jimmy Tong
- 2003 Rytíři ze Šanghaje (Shanghai Knights) - Chon Wang
- 2003 Miss World 2003 - Judging Panelist
- 2003 Krotitelé upírů (Chin gei bin) - Jackie
- 2003 Medalion (The Medallion) - Eddie Yang
- 2004 Návrat draka (Daai lo oi mei lai) - klient slečny Julie (Cameo)
- 2004 Cesta kolem světa za 80 dní (Around the World in 80 Days) - Passepartout/Lau Xing
- 2004 Strach nad Hongkongem - starší inspektor Chan Kwok-Wing
- 2005 Mýtus - Jack
- 2006 Akce nemluvně - Fong Ka Ho
- 2007 Křižovatka smrti 3 - šéfinspektor Lee
- 2008 Zakázané království - Lu Yan, Old Hop
- 2010 Chůva v akci Jeff Chase, George Lopez
- 2010 Malý Velký Bojovník (Little Big Soldier)
- 2010 Karate Kid - Pan Han
- 2011 Shaolin - Kuchař
- 2011 1911 - Huang Xing
- 2012 Chinese Zodiac - Asian Hawk
- 2013 Police Story 2013
- 2014 Drunken Master 1945
- 2014 Tiger Mountain
- 2014 Cambodia Landmine
- 2014 Manhattan

## Diskografie
- 1984 Love Me -
- 1985 Do Je -
- 1985 The Boy's Life -
- 1986 Shangri La -
- 1986 Sing Lung -
- 1987 Mou Man Tai -
- 1988 The Best Of Jackie Chan -
- 1988 HK, My Love -
- 1988 Jackie Chan -
- 1989 See You Again - The Best of Jackie Chan II -
- 1992 The First Time - Rock Records, MC
- 1995 The Best of Film Music -
- 1995 Jackie Chan -
- 1996 龍の心 - Dragon's Heart - Rock Records, CD
- 1999 The Best Of Jackie Chan - Import, CD
- 2000 Asian Pops Gold Series 2000 -
- 2002 With All One's Heart -
- 2003 Jackie Chan Greatest Hits - Rock Hong Kong 10th Anniversary -